# 2019-es Indy Lights-szezon
A 2019-es Indy Lights-szezon a bajnokság 34. szezonja volt és a 18., amelyet az IndyCar rendezett. A 18 futamból álló széria március 9-én kezdődött  St. Petersburg-ban és szeptember 22-én ért véget Laguna Seca versenypályán. A bajnokságot az újonc Oliver Askew nyerte meg.

## Versenynaptár
| Forduló | Dátum          | Hivatalos név                    | Versenypálya                              | Helyszín                | Pályarajz |
| ------- | -------------- | -------------------------------- | ----------------------------------------- | ----------------------- | --------- |
| 1       | március 9.     | St. Petersburg Twin 150k         | Streets of St. Petersburg                 | St. Petersburg, Florida |           |
| 2       | március 10.    | St. Petersburg Twin 150k         | Streets of St. Petersburg                 | St. Petersburg, Florida |           |
| 3       | március 23.    | Indy Lights Classic              | Circuit of the Americas                   | Austin, Texas           |           |
| 4       | március 24.    | Indy Lights Classic              | Circuit of the Americas                   | Austin, Texas           |           |
| 5       | május 10.      | Indy Lights Grand Prix           | Indianapolis Motor Speedway épített pálya | Speedway, Indiana       |           |
| 6       | május 11.      | Indy Lights Grand Prix           | Indianapolis Motor Speedway épített pálya | Speedway, Indiana       |           |
| 7       | május 24.      | Freedom 100                      | Indianapolis Motor Speedway ovál pálya    | Speedway, Indiana       |           |
| 8       | június 22.     | Mazda Grand Prix of Road America | Road America                              | Elkhart Lake, Wisconsin |           |
| 9       | június 23.     | Mazda Grand Prix of Road America | Road America                              | Elkhart Lake, Wisconsin |           |
| 10      | július 13.     | Grand Prix of Toronto            | Exhibition Place                          | Toronto, Ontario        |           |
| 11      | július 14.     | Grand Prix of Toronto            | Exhibition Place                          | Toronto, Ontario        |           |
| 12      | július 27.     | Grand Prix of Mid-Ohio           | Mid-Ohio Sports Car Course                | Lexington, Ohio         |           |
| 13      | július 28.     | Grand Prix of Mid-Ohio           | Mid-Ohio Sports Car Course                | Lexington, Ohio         |           |
| 14      | augusztus 24.  | Illinois 250k                    | Gateway Motorsports Park                  | Madison, Illinois       |           |
| 15      | augusztus 31.  | Grand Prix of Portland           | Portland International Raceway            | Portland, Oregon        |           |
| 16      | szeptember 1.  | Grand Prix of Portland           | Portland International Raceway            | Portland, Oregon        |           |
| 17      | szeptember 21. | Monterey Grand Prix              | WeatherTech Raceway Laguna Seca           | Monterey, Kalifornia    |           |
| 18      | szeptember 22. | Monterey Grand Prix              | WeatherTech Raceway Laguna Seca           | Monterey, Kalifornia    |           |

| Magyarázat | Magyarázat |
| Ikon       | Pálya      |
| ---------- | ---------- |
|            | Ovál       |
|            | Utcai      |
|            | Épített    |

## Csapatok és versenyzők
| Csapat                                          | #  | Versenyző       | Státusz | Forduló |
| ----------------------------------------------- | -- | --------------- | ------- | ------- |
| Andretti Autosport                              | 18 | Jarett Andretti | Újonc   | 7       |
| Andretti Autosport                              | 27 | Robert Megennis | Újonc   | összes  |
| Andretti Autosport                              | 28 | Oliver Askew    | Újonc   | összes  |
| Andretti Autosport                              | 48 | Ryan Norman     |         | összes  |
| Belardi Auto Racing                             | 4  | Julien Falchero | Újonc   | 1–4     |
| Belardi Auto Racing                             | 4  | Aaron Telitz    |         | 7–13    |
| Belardi Auto Racing                             | 5  | Lucas Kohl      | Újonc   | összes  |
| Belardi Auto Racing                             | 13 | Zachary Claman  |         | 1–6     |
| Belardi Auto Racing with Jonathan Byrd's Racing | 17 | Chris Windom    | Újonc   | 7       |
| BN Racing Team Pelfrey HMD Motorsports          | 2  | Toby Sowery     | Újonc   | összes  |
| BN Racing HMD Motorsports                       | 79 | David Malukas   | Újonc   | összes  |
| Juncos Racing                                   | 21 | Rinus VeeKay    | Újonc   | összes  |
| Juncos Racing                                   | 67 | Dalton Kellett  |         | összes  |

## Összefoglaló
| Forduló | Verseny           | Pole-pozíció    | Legyrorsabb kör | Legtöbb élen töltött kör | Győztes         | Győztes                      | Listavezető    | Előny |
| Forduló | Verseny           | Pole-pozíció    | Legyrorsabb kör | Legtöbb élen töltött kör | versenyző       | csapat                       | Listavezető    | Előny |
| ------- | ----------------- | --------------- | --------------- | ------------------------ | --------------- | ---------------------------- | -------------- | ----- |
| 1       | St. Petersburg 1  | Zachary Claman  | Zachary Claman  | Zachary Claman           | Zachary Claman  | Belardi Auto Racing          | Zachary Claman | 7     |
| 2       | St. Petersburg 2  | Oliver Askew    | Robert Megennis | Rinus VeeKay             | Rinus VeeKay    | Juncos Racing                | Zachary Claman | 9     |
| 3       | Austin 1          | Oliver Askew    | Oliver Askew    | Oliver Askew             | Oliver Askew    | Andretti Autosport           | Rinus VeeKay   | 2     |
| 4       | Austin 2          | Oliver Askew    | Robert Megennis | Oliver Askew             | Oliver Askew    | Andretti Autosport           | Oliver Askew   | 6     |
| 5       | Indianapolis GP 1 | Robert Megennis | Oliver Askew    | Robert Megennis          | Robert Megennis | Andretti Autosport           | Oliver Askew   | 9     |
| 6       | Indianapolis GP 2 | Rinus VeeKay    | Rinus VeeKay    | Rinus VeeKay             | Rinus VeeKay    | Juncos Racing                | Rinus VeeKay   | 1     |
| 7       | Freedom 100       | Robert Megennis | Jarett Andretti | Ryan Norman              | Oliver Askew    | Andretti Autosport           | Oliver Askew   | 11    |
| 8       | Road America 1    | Rinus VeeKay    | Rinus VeeKay    | Ryan Norman              | Ryan Norman     | Andretti Autosport           | Oliver Askew   | 13    |
| 9       | Road America 2    | Rinus VeeKay    | Rinus VeeKay    | Rinus VeeKay             | Rinus VeeKay    | Juncos Racing                | Oliver Askew   | 3     |
| 10      | Toronto 1         | Aaron Telitz    | Aaron Telitz    | Aaron Telitz             | Aaron Telitz    | Belardi Auto Racing          | Oliver Askew   | 6     |
| 11      | Toronto 2         | Oliver Askew    | Aaron Telitz    | Aaron Telitz             | Oliver Askew    | Andretti Autosport           | Oliver Askew   | 25    |
| 12      | Mid-Ohio 1        | Oliver Askew    | Oliver Askew    | Oliver Askew             | Oliver Askew    | Andretti Autosport           | Oliver Askew   | 35    |
| 13      | Mid-Ohio 2        | Oliver Askew    | Oliver Askew    | Oliver Askew             | Oliver Askew    | Andretti Autosport           | Oliver Askew   | 45    |
| 14      | Gateway           | Oliver Askew    | Oliver Askew    | Rinus VeeKay             | Oliver Askew    | Andretti Autosport           | Oliver Askew   | 52    |
| 15      | Portland 1        | Rinus VeeKay    | Toby Sowery     | Rinus VeeKay             | Rinus VeeKay    | Juncos Racing                | Oliver Askew   | 45    |
| 16      | Portland 2        | Rinus VeeKay    | Rinus VeeKay    | Toby Sowery              | Toby Sowery     | HMD Motorsports/Team Pelfrey | Oliver Askew   | 43    |
| 17      | Laguna Seca 1     | Rinus VeeKay    | Rinus VeeKay    | Rinus VeeKay             | Rinus VeeKay    | Juncos Racing                | Oliver Askew   | 28    |
| 18      | Laguna Seca 2     | Rinus VeeKay    | Rinus VeeKay    | Rinus VeeKay             | Rinus VeeKay    | Juncos Racing                | Oliver Askew   | 21    |

## A bajnokság végeredménye

### Versenyzők
Pontrendszer
| Pozíció       | 1. | 2. | 3. | 4. | 5. | 6. | 7. | 8. | 9. | 10. | 11. | 12. | 13. | 14. | 15. | 16. | 17. | 18. | 19. | 20. |
| ------------- | -- | -- | -- | -- | -- | -- | -- | -- | -- | --- | --- | --- | --- | --- | --- | --- | --- | --- | --- | --- |
| épített pálya | 30 | 25 | 22 | 19 | 17 | 15 | 14 | 13 | 12 | 11  | 10  | 9   | 8   | 7   | 6   | 5   | 4   | 3   | 2   | 1   |
| ovál pálya    | 45 | 38 | 33 | 29 | 26 | 23 | 21 | 20 | 18 | 17  | 15  | 14  | 12  | 11  | 9   | 8   | 6   | 5   | 4   | 2   |

- A versenyző, aki megszerezte az első rajtkockát, az egy pontban részesül.
- A versenyző, aki a legtöbb kört az élen töltött, az egy pontban részesül.

| Poz. | Versenyző       | STP | STP | AUS | AUS | IMS | IMS | INDY | ROA | ROA | TOR | TOR | MOH | MOH | GMP | POR | POR | LAG | LAG | Pont |
| ---- | --------------- | --- | --- | --- | --- | --- | --- | ---- | --- | --- | --- | --- | --- | --- | --- | --- | --- | --- | --- | ---- |
| 1    | Oliver Askew    | 3   | 10  | 1*  | 1*  | 2   | 3   | 1    | 5   | 3   | 2   | 1   | 1*  | 1*  | 1   | 2   | 3   | 4   | 2   | 486  |
| 2    | Rinus VeeKay    | 5   | 1*  | 2   | 4   | 3   | 1*  | 3    | 7   | 1*  | 3   | 9   | 3   | 3   | 2*  | 1*  | 2   | 1*  | 1*  | 465  |
| 3    | Toby Sowery     | 2   | 3   | 5   | 6   | 7   | 5   | 4    | 4   | 8   | 5   | 2   | 9   | 2   | 8   | 4   | 1*  | 2   | 3   | 367  |
| 4    | Ryan Norman     | 7   | 6   | 6   | 8   | 4   | 8   | 2*   | 1*  | 2   | 4   | 4   | 2   | 4   | 4   | 7   | 4   | 7   | 5   | 359  |
| 5    | Robert Megennis | 6   | 9   | 3   | 2   | 1*  | 4   | 8    | 2   | 6   | 6   | 5   | 4   | 9   | 5   | 3   | 5   | 3   | 4   | 355  |
| 6    | David Malukas   | 4   | 4   | 10  | 3   | 6   | 6   | 11   | 6   | 4   | 9   | 8   | 5   | 5   | 3   | 6   | 8   | 5   | 7   | 301  |
| 7    | Dalton Kellett  | 10  | 8   | 9   | 9   | 8   | 7   | 5    | 8   | 7   | 8   | 3   | 7   | 8   | 6   | 5   | 6   | 6   | 6   | 275  |
| 8    | Lucas Kohl      | 9   | 7   | 8   | 7   | 9   | 9   | 7    | 9   | 9   | 7   | 7   | 6   | 7   | 7   | 8   | 7   | 8   | 8   | 253  |
| 9    | Aaron Telitz    |     |     |     |     |     |     | 9    | 3   | 5   | 1*  | 6*  | 8   | 6   |     |     |     |     |     | 133  |
| 10   | Zachary Claman  | 1*  | 2   | 7   | 10  | 5   | 2   |      |     |     |     |     |     |     |     |     |     |     |     | 124  |
| 11   | Julien Falchero | 8   | 5   | 4   | 5   |     |     |      |     |     |     |     |     |     |     |     |     |     |     | 66   |
| 12   | Jarett Andretti |     |     |     |     |     |     | 6    |     |     |     |     |     |     |     |     |     |     |     | 23   |
| 13   | Chris Windom    |     |     |     |     |     |     | 10   |     |     |     |     |     |     |     |     |     |     |     | 17   |
| Poz. | versenyző       | STP | STP | AUS | AUS | IMS | IMS | INDY | ROA | ROA | TOR | TOR | MOH | MOH | GMP | POR | POR | LAG | LAG | Pont |

| Szín       | Eredmény                  |
| ---------- | ------------------------- |
| arany      | Győztes                   |
| ezüst      | 2. helyezett              |
| bronz      | 3. helyezett.             |
| zöld       | 4. hely 5. hely           |
| világoskék | 6–10. hely között         |
| sötétkék   | top 10-en kívül           |
| lila       | nem ért célba             |
| piros      | nem kvalifikált (DNQ, NK) |
| barna      | visszalépett (Vi, Wth)    |
| fekete     | kizárva (DSQ, Kiz)        |
| Fehér      | Nem indult (DNS, Ni)      |
| Fehér      | Verseny törölve (T)       |
| Üres       | Nem vett részt            |

| Jelmagyarázat |                                      |
| Félkövér      | Pole-pozíció                         |
| Dőlt          | Leggyorsabb kör a versenyen          |
| *             | Legtöbb élen töltött kör (1 pont)    |
| 1             | Időmérő törölve, nem járt bónuszpont |
|               | Újonc                                |

### Csapatok
Pontrendszer
| Pozíció | 1. | 2. | 3. | 4. | 5. | 6. | 7. | 8. | 9. | 10.+ |
| ------- | -- | -- | -- | -- | -- | -- | -- | -- | -- | ---- |
| Pont    | 22 | 18 | 15 | 12 | 10 | 8  | 6  | 4  | 2  | 1    |

- Legfeljebb kettő versenyző szerezhet pontot egy csapatnak.

| Poz. | Csapat                    | Pont |
| ---- | ------------------------- | ---- |
| 1    | Andretti Autosport        | 581  |
| 2    | Juncos Racing             | 432  |
| 3    | BN Racing/HMD Motorsports | 388  |
| 4    | Belardi Auto Racing       | 304  |

## Külső hivatkozások
- Az Indy Lights hivatalos weboldala Archiválva 2021. március 5-i dátummal a Wayback Machine-ben